# Морамбер
Морамбе́р (фр. Morembert) — коммуна во Франции, находится в регионе Шампань — Арденны. Департамент — Об. Входит в состав кантона Рамрюпт. Округ коммуны — Труа.
Код INSEE коммуны — 10257.
Коммуна расположена приблизительно в 155 км к востоку от Парижа, в 55 км южнее Шалон-ан-Шампани, в 30 км к северо-востоку от Труа.

## Население
Население коммуны на 2008 год составляло 48 человек.
| 1962 | 1968 | 1975 | 1982 | 1990 | 1999 | 2008 |
| ---- | ---- | ---- | ---- | ---- | ---- | ---- |
| 2    | 24   | 24   | 31   | 28   | 37   | 48   |

## Администрация
| Период | Период | Фамилия      | Партия | Примечания |
| ------ | ------ | ------------ | ------ | ---------- |
| 2001   | 2008   | Камиль Грос  |        |            |
| 2008   |        | Доминик Анри |        |            |

## Экономика
В 2007 году среди 29 человек в трудоспособном возрасте (15—64 лет) 24 были экономически активными, 5 — неактивными (показатель активности — 82,8 %, в 1999 году было 72,7 %). Из 24 активных работали 17 человек (12 мужчин и 5 женщин), безработных было 7 (2 мужчины и 5 женщин). Среди 5 неактивных 3 человека были учениками или студентами, 1 — пенсионером, 1 был неактивным по другим причинам.